# 딘찰스 채프먼
딘찰스 채프먼(Dean-Charles Chapman, 1997년 9월 7일 ~ )은 잉글랜드의 배우이다.

## 출연 작품
- 커뮤터 - 대니 맥콜리 역
- 달링 - 22살 조나단 역
- 더 킹: 헨리 5세 - 토머스 역
- 1917 - 블레이크 역
- 블라인디드 바이 더 라이트 - 맷 역
- 왕좌의 게임 - 톰멘 바라테온 역
- 히어 아 더 영 맨